# Toronto Pop Festival 69
Das Toronto Pop Festival 69 fand am 21. und 22. Juni 1969 im Varsity Stadium in Toronto, Kanada, statt. Das Festival hatte 60.000 Besucher. Die Tickets kosteten 6 $ für einen Tag und 10 $ für beide Tage.

## Die Künstler
Das Festival bot eine Mischung aus angesagten Bands, Rock-and-Roll-Veteranen und Newcomern. Die tatsächlichen Auftritte wichen von den angekündigten ab, da einige Musiker absagten und es unangekündigte Auftritte gab.

### Samstag, 21. Juni 1969
- Alice Cooper
- Carla Thomas
- Denny Belline and the Rich Kids
- Eric Andersen
- Johnny Winter
- José Feliciano
- Rotary Connection
- Sly and the Family Stone
- The Band
- The Bar-Kays
- The Velvet Underground

### Sonntag, 22. Juni 1969
- Blood, Sweat & Tears
- Chuck Berry
- Dr. John
- Edwin Starr
- Motherlode
- Nucleus
- Procol Harum
- Robert Charlebois
- Slim Harpo
- Steppenwolf
- Tiny Tim